# Catatonia
La catatonia è una sindrome di tipo psichiatrico caratterizzata da anomalie motorie, emotive e comportamentali che può dipendere sia da patologie organiche sia psichiche.
È una sindrome riconosciuta ed elencata all'interno del DSM (Diagnostic and Statistical Manual of Mental Disorders, pubblicato dall'Associazione Psichiatrica Americana).

## Sintomatologia
La catatonia viene ricondotta ad una forma di schizofrenia, caratterizzata appunto da alterazioni motorie, negativismo, postura fissa e/o movimenti stereotipati, ecolalia ed ecoprassia. Il paziente assume sembianze da statua, con immobilità, inespressività, inaccessibilità. Tale inattività è però solo apparente, in quanto è invece sostenuta da un intenso impegno di opposizione negativista, che può andare dallo sforzo di tensione muscolare al mutismo e al rifiuto di alimentarsi. Frequenti sono anche i fenomeni di catalessia.
In tale quadro, talvolta, si inserisce una terza fase, espressiva, caratterizzata da stereotipie, manierismi, smorfie, atteggiamenti tutti di tipo automatico e ripetitivo. Tutti questi segni definiscono il quadro dello stupore catatonico, che può essere interrotto bruscamente da accessi parossistici: si tratta di una sorta di scariche motorie che vanno dalle crisi di verbigerazione ad accessi di furore, spesso a carattere aggressivo e dalla cosiddetta agitazione catatonica, stato di turbolenza esplosiva, spesso di estrema violenza. Esiste poi la categorizzazione di catatonia quale conseguenza di una patologia organica, come un'emorragia subaracnoidea, la sclerosi multipla, l'idrocefalo, la malattia di Parkinson ed altre.
Le modalità di manifestazione della catatonia variano. I sintomi più caratterizzanti sono rigidità plastica, acinesia, stupor, manierismi, mutacismo, ripetizione automatica di parole (ecolalia) o frasi ripetute ininterrottamente ("a disco rotto"). In alcuni casi l'immobilità viene improvvisamente interrotta da forti tremori, da agitazioni e talvolta da fughe.

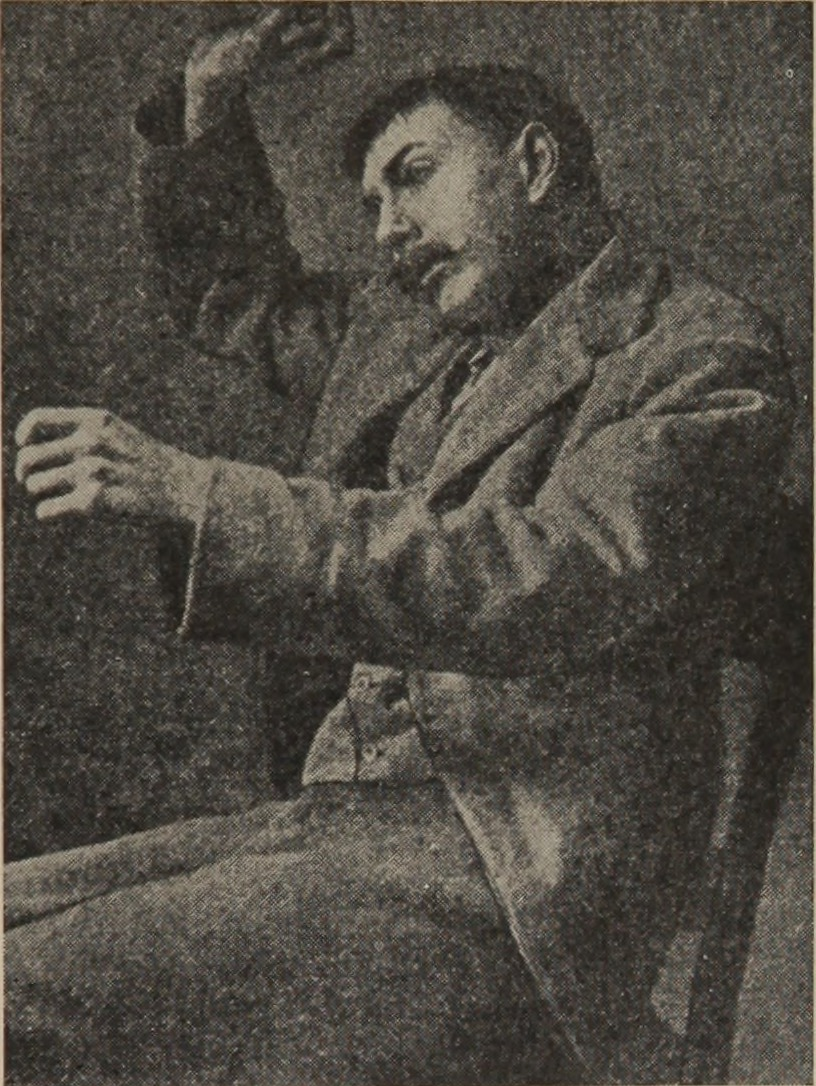
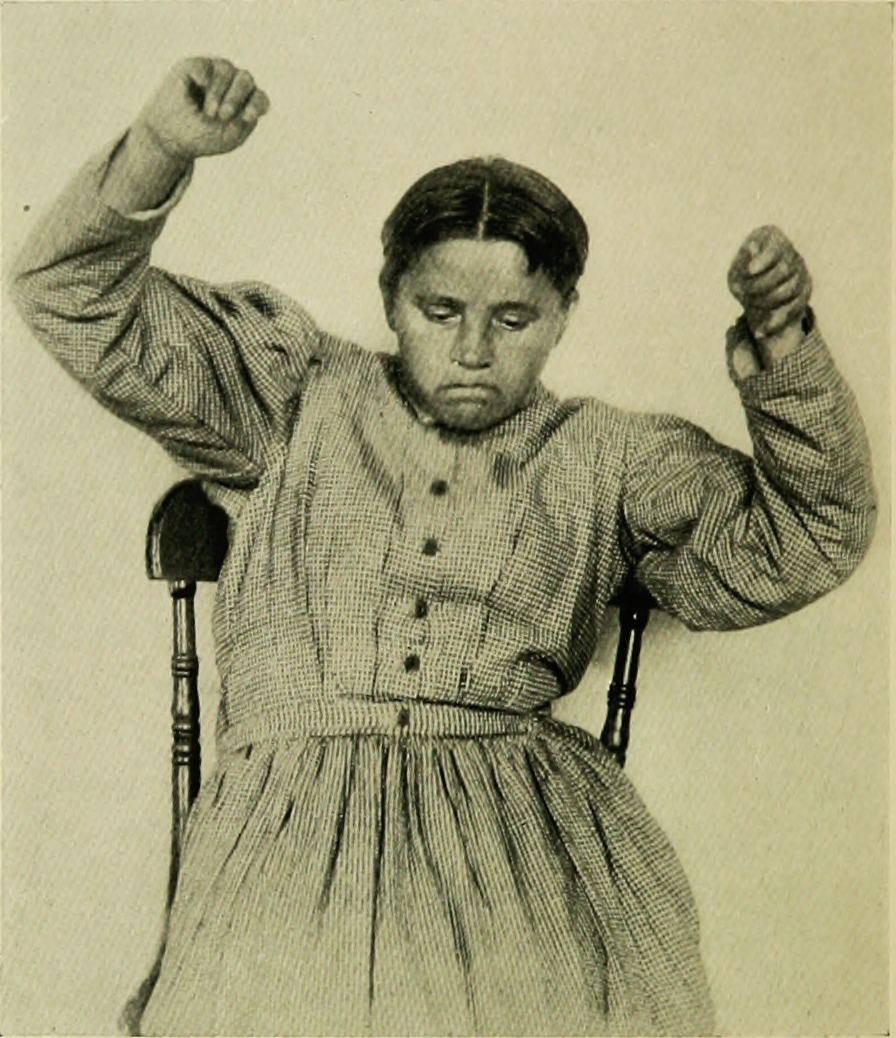
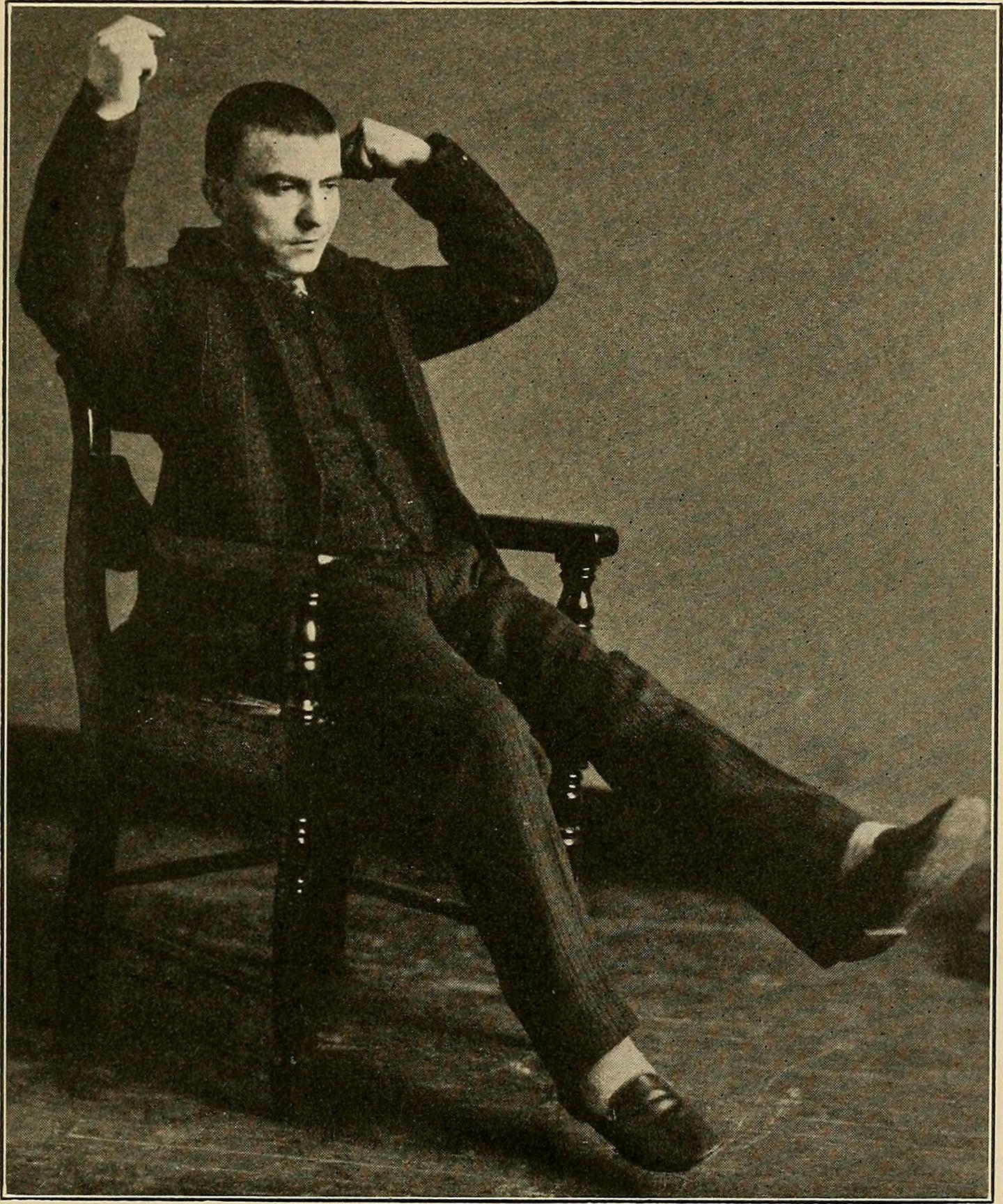

## Comorbilità
Secondo il DSM-5, la sindrome catatonica può presentarsi in comorbilità ai seguenti disturbi:
- Catatonia associata a disturbo dello spettro autistico
- Catatonia associata a spettro schizofrenico e altri disturbi psicotici
  - Catatonia associata a disturbo psicotico breve
  - Catatonia associata a disturbo schizofreniforme
  - Catatonia associata a disturbo schizoaffettivo
  - Catatonia associata a un disturbo psicotico indotto da sostanze
- Catatonia associata a disturbi bipolari e correlati
- Catatonia associata a disturbo depressivo maggiore
- Disturbo catatonico dovuto a un'altra condizione medica

## Incidenza
La sindrome catatonica (o catatonia) ha un'incidenza tra il 7 e il 38% nella popolazione psichiatrica generale e tra il 10-15% nei pazienti ricoverati in regime di emergenza-urgenza.

## Terapia
La terapia di tale condizione dipende naturalmente dalla patologia di base e risponde bene al riposo, buona alimentazione, e ambiente sano e tranquillo.